# Thomas Boudat

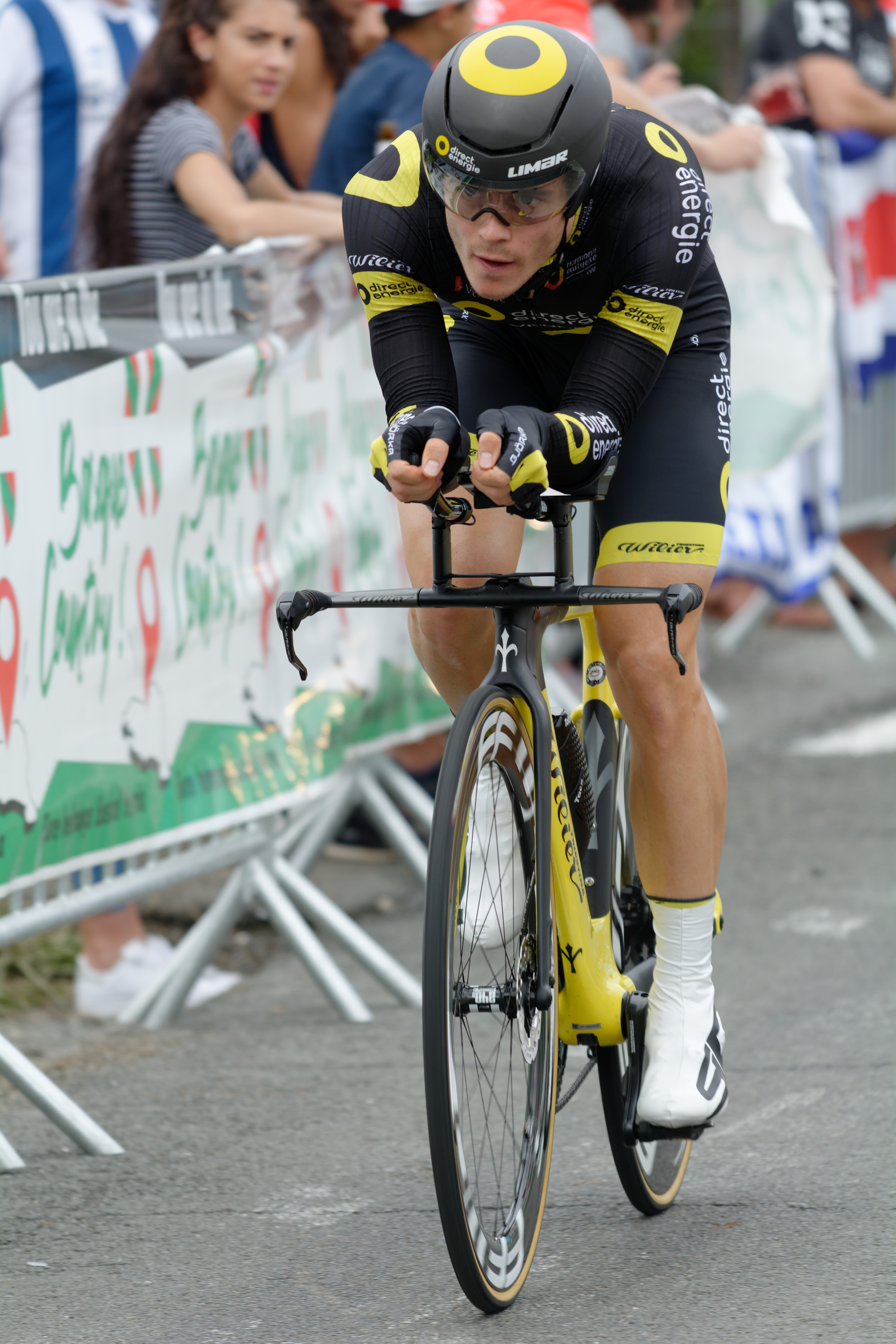
Boudat bei der Tour de France 2018

Thomas Boudat (* 24. Februar 1994 in Langon) ist ein ehemaliger französischer Radrennfahrer, der auf Bahn und Straße aktiv war. 2014 war er Weltmeister im Omnium.

## Karriere
Boudat entstammt einer Winzerfamilie aus der Gironde, die bereits mehrere Rennfahrer hervorbrachte; sowohl sein Großvater Joseph Cigana als auch sein Onkel Alain Cigana fuhren in den 1950er bzw. 1970er Jahren die Tour de France. Als Junior gewann Thomas Boudat zwei Medaillen bei Bahn-Europameisterschaften, insbesondere war er 2012 Junioren-Europameister im Punktefahren.
Auch während seiner Zeit in der U23 gewann Boudat jedes Jahr Medaillen bei den Europameisterschaften seiner Altersklasse, darunter drei Titel (2013 im Punktefahren und Zweier-Mannschaftsfahren, 2016 im Omnium). Zugleich trat er bei Elite-Wettkämpfen an und wurde Vize-Europameister 2013 in Apeldoorn. Den größten Erfolg seiner Karriere hatte er bereits im Alter von 20 Jahren als Weltmeister 2014 im Omnium. Er gewann auch regelmäßig Titel bei den französischen Bahn-Meisterschaften und siegte 2014 in der letzten Ausgabe des Sechstagerennens von Grenoble an der Seite von Vivien Brisse. Aufgrund seiner Erfolge wurde er dreimal mit dem Nachwuchspreis des Vélo d’Or ausgezeichnet: 2010 in der Jugend, 2012 als Junior und 2014 in der U23. 2016 wurde Thomas Boudat für die Teilnahme an den Olympischen Spielen in Rio de Janeiro nominiert, wo er im Omnium Rang fünf belegte.
Nach den Olympischen Spielen 2016 konzentrierte sich Boudat für mehrere Jahre auf den Straßenradsport, wo er in seiner Karriere für mehrere französische Profiteams fuhr; von 2015 bis 2019 war er bei Europcar bzw. Direct Énergie engagiert, dann zwei Jahre bei Arkéa-Samsic und schließlich 2022 bis 2024 bei GoSport bzw. Van Rysel-Roubaix. Er gewann mehrere Eintagesrennen wie Paris–Chauny 2017 oder Circuit de Wallonie 2019. Sein höchstrangiger Erfolg war ein Etappensieg in der Andalusien-Rundfahrt 2018, die als Hors catégorie eingeordnet war. 2017 und 2018 fuhr er die Tour de France. Er gab den Bahnradsport jedoch nicht vollständig auf, trat weiter bei französischen Meisterschaften an und gewann im Januar 2019 gemeinsam mit Niki Terpstra das Sechstagerennen von Rotterdam.
Ab 2021 verstärkte Boudat sein Engagement im Bahnradsport erneut. Bei den Bahnradsport-Weltmeisterschaften 2021 errang er mit Thomas Denis, Valentin Tabellion und Benjamin Thomas die Silbermedaille in der Mannschaftsverfolgung. Von 2022 bis 2024 konnte er zwei Siege im Nations Cup erzielen und war mit Donavan Grondin zweimal Vize-Europameister im Zweier-Mannschaftsfahren. Bei seinen zweiten Olympischen Spielen 2024 vor Heimpublikum in Paris wurde er mit dem französischen Team Sechster der Mannschaftsverfolgung und zusammen mit Benjamin Thomas Elfter im Zweier-Mannschaftsfahren. Anschließend beendete er seine sportliche Karriere, um sich dem heimatlichen Weingut zu widmen.

## Erfolge

### Bahn
2011
- Junioren-Europameisterschaft – Mannschaftsverfolgung (mit Marc Fournier, Kévin Lesellier und Marc Sarreau)

2012
- Junioren-Europameister – Punktefahren

2013
- Weltcup in Aguascalientes – Zweier-Mannschaftsfahren (mit Vivien Brisse)
- Europameisterschaft – Punktefahren
- U23-Europameister – Punktefahren, Zweier-Mannschaftsfahren (mit Bryan Coquard)
- U23-Europameisterschaft – Omnium
- Französischer Meister – Omnium, Punktefahren

2014
- Weltmeister – Omnium
- U23-Europameisterschaft – Punktefahren
- U23-Europameisterschaft – Zweier-Mannschaftsfahren (mit Marc Fournier)
- Französischer Meister – Omnium, Scratch, Mannschaftsverfolgung (mit Lucas Destang und Julien Morice)
- Sechstagerennen von Grenoble (mit Vivien Brisse)

2015
- U23-Europameisterschaft – Zweier-Mannschaftsfahren (mit Benjamin Thomas)
- U23-Europameisterschaft – Omnium

2016
- Bahnrad-Weltcup in Hongkong – Omnium
- U23-Europameister – Omnium
- Französischer Meister – Scratch, Punktefahren

2017
- Französischer Meister – Scratch, Zweier-Mannschaftsfahren (mit Sylvain Chavanel)

2018
- Französischer Meister – Scratch, Omnium

2019
- Sechstagerennen von Rotterdam (mit Niki Terpstra)

2021
- Europameisterschaft – Ausscheidungsfahren
- Weltmeisterschaft – Mannschaftsverfolgung (mit Thomas Denis, Valentin Tabellion und Benjamin Thomas)

2022
- Nations’ Cup in Glasgow – Zweier-Mannschaftsfahren (mit Benjamin Thomas)
- Europameisterschaft – Zweier-Mannschaftsfahren (mit Donavan Grondin)

2023
- Französischer Meister – Ausscheidungsfahren, Zweier-Mannschaftsfahren (mit Valentin Tabellion), Mannschaftsverfolgung (mit Clément Cordenos, Thomas Denis, Valentin Tabellion und Théo Bracke)
- Nations Cup in Kairo – Omnium

2024
- Europameisterschaft – Zweier-Mannschaftsfahren (mit Donavan Grondin)
- Französischer Meister – Zweier-Mannschaftsfahren (mit Valentin Tabellion)

### Straße
2014
- ZLM Tour

2015
- Classica Corsica

2016
- Nachwuchswertung Boucles de la Mayenne

2017
- Grand Prix de la Ville de Lillers
- eine Etappe Settimana Internazionale
- Paris–Chauny

2018
- eine Etappe Andalusien-Rundfahrt
- Grand Prix Cholet-Pays de la Loire

2019
- Circuit de Wallonie

## Grand-Tour-Platzierungen
| Grand Tour            | 2017 | 2018 | 2019 | 2020 | 2021 | 2021 | 2022 | 2023 |
| --------------------- | ---- | ---- | ---- | ---- | ---- | ---- | ---- | ---- |
| Giro d’ItaliaGiro     | –    | –    | –    | –    | –    | –    | –    | –    |
| Tour de FranceTour    | 140  | 89   | –    | –    | –    | –    | –    | –    |
| Vuelta a EspañaVuelta | –    | –    | –    | –    | –    | –    | –    | –    |